# 1910年代上海

## 辛亥革命
1911年辛亥革命，清朝迅速灭亡，上海一时变得无政府化，会审公廨的司法权逐完全操纵在领事手中。
1912年1月1日，中华民国成立。由于改朝换代，清朝的遗老遗少有不少人选择避居上海租界。民国的新势力尚且稚嫩，从中央到地方，军阀当道，社会呈现出一片无序混乱的状态。然而就在同时，上海的租界却有如国中之国，独享着一份特别的平和，甚而，租界在经济、人口等各方面都进一步加快了其发展的速度，由1912年开始至1936年可谓上海租界高度繁荣的一个阶段。 

## 第一次世界大战的影响
1914年，第一次世界大战爆发，虽然战场远在欧洲，但在上海租界内，列强原有的均衡状态被打破了，在上海租界占据优势的英法等国迅速将德奥排挤出租界的权利机构和社交生活，英国在亚洲的盟友日本则得到允许，获得德国人留下的空位。1917年8月14日，中国对德宣战，并且宣布废除德、奥在华的一切特权，收回两国在汉口、天津的租界，并关闭驻在各地以及在上海公共租界内的领事馆。1918年，第一次世界大战以协约国胜利告终，在上海也举行了盛大的庆祝仪式。

## 法新租界的拓展
1900年法租界再次扩展后不久，又继续向西大规模越界筑路。
1914年4月8日，上海法租界推广条款签订。其西部直到徐家汇的13000亩土地，包括十余年间的所有越界筑路地段，全部归入法租界范围。整个上海法租界的面积达到15150亩（10平方公里），成为中国面积最大的专管租界。
由于实行了规划，法新租界的景观与旧法租界和公共租界喧嚣混杂的都市景观都截然不同。 

## 公共租界的推广计划与越界筑路
自从1899年上海公共租界大扩展之后仅仅十余年，由于上海经济的飞速发展，新发展的北区（商业区）、西区（住宅区）和东区（工业区）的绝大部分地段已经建成新兴的市区。1915年1月27日，公共租界工部局又推出《推广租界草案》，3月4日刊登在《工部局公报》上。计划拓展的区域包括三块：（1）租界西北、苏州河以北、沪宁铁路以南的闸北地区；（2）租界以北，淞沪铁路与肇泾浜之间的虹口北部；（3）租界以西，苏州河以南，海格路（华山路）、虹桥路以北，沪杭铁路以东区域。然而由于闸北区市民的全力抗议，当时袁世凯正遇上日本迫使中国接受二十一条要求的交涉，不愿意因此引起更多的麻烦，而英国又正全力参与第一次世界大战，此次的扩张计划最终被搁浅。
公共租界的推广计划虽然搁浅，但自1901年到1912年之间，工部局已经在沪西方向越界修筑了以下道路：白利南路（长宁路）、虹桥路、罗别根路（哈密路）、劳勃生路（长寿路）、胶州路、忆定盘路（江苏路）、康脑脱路（康定路）、新加坡路（余姚路）、大西路（延安西路）、愚园路、地丰路（乌鲁木齐北路）、槟榔路（安远路）、开纳路（武定西路）、华伦路（古北路）、吕西纳路（利西路）；在沪北方向则修筑了：江湾路（东江湾路）、赫司克而路（中州路）、北四川路（四川北路）、欧嘉路（海伦路）、窦乐安路（多伦路）、施高塔路（山阴路）、狄思威路（溧阳路）、黄陆路（黄渡路）、白保罗路（新乡路）。工部局陆续在各条界外马路上设置巡捕。1906年，公共租界工部局又开始向越界筑路区域使用租界自来水的用户征收特别房捐（又称水捐、巡捕捐）。民国初年，越界筑路区域也被划入会审公廨进行司法管辖的范围。因此，这些越界筑路区域成为租界在事实上取得部分行政管辖权的“准租界”区域。
与上海公共租界内大部分地区人口和工商业高度密集不同，这些越界筑路区域，尤其是西区的愚园路、安和寺路、忆定盘路、惇信路等，形成了类似欧美城市市郊所谓“如画的”郊区风貌 (picturesque suburbs)，两侧是延绵不断的精致浪漫的花园洋房。后来更越过沪杭铁路沿着虹桥路向西伸展。但穿过洋房之间的弄堂进入街道后的小河浜边，（如东诸安浜），立刻就是天壤之别的棚户区景观。

## 工商业发展
第一次世界大战期间，原在澳洲经营水果批发致富的香山（今广东中山市）华侨马应彪和郭樂、郭泉兄弟先在香港中环开设第一间先施公司和永安公司取得成功后，又相继来到上海，开设规模更大的商铺。1917年10月20日，巴洛克式外观的上海先施公司在南京路630号（浙江路口西北角）开业（今时装公司）。1918年9月5日，上海永安公司，在先施公司的对面——南京路635号（浙江路口西南角）开业，营业大楼也是6层（1933年又在旁边浙江路和湖北路之间的尖角地带（南京路627号）新建22层的永安新厦）。

## 五四运动
在第一次世界大战结束后召开的巴黎和会上，中国代表提出租界问题，未果。1919年5月7日，上海的抵制日货运动爆发，义勇队戒备租界。